# The Rolling Stones 1st American Tour 1965
Trzynasta trasa koncertowa w historii zespołu The Rolling Stones (szósta w 1965 roku z jedenastu odbytych).

## The Rolling Stones
- Mick Jagger – wokal prowadzący, harmonijka
- Keith Richards – gitara, wokal wspierający
- Brian Jones – gitara, harmonijka, wokal wspierający
- Bill Wyman – gitara basowa, wokal wspierający
- Charlie Watts – perkusja, instrumenty perkusyjne

## Lista koncertów
| Data                   | Miasto         | Kraj              | Miejsce                                       |
| ---------------------- | -------------- | ----------------- | --------------------------------------------- |
| 23 kwietnia            | Montreal       | Kanada            | Maurice Richard Arena                         |
| 25 kwietnia            | Toronto        | Kanada            | Maple Leaf Gardens                            |
| 29 kwietnia 2 koncerty | Albany         | Stany Zjednoczone | Palace Theatre                                |
| 30 kwietnia            | Worcester      | Stany Zjednoczone | Worcester Memorial Auditorium                 |
| 1 maja                 | Nowy Jork      | Stany Zjednoczone | Academy of Music                              |
| 2 maja                 | Filadelfia     | Stany Zjednoczone | Philadelphia Convention Hall and Civic Center |
| 4 maja                 | Statesboro     | Stany Zjednoczone | Southern College, Hanner Fieldhouse           |
| 6 maja                 | Clearwater     | Stany Zjednoczone | Jack Russell Stadium                          |
| 7 maja                 | Birmingham     | Stany Zjednoczone | Legion Field                                  |
| 8 maja                 | Jacksonville   | Stany Zjednoczone | Jacksonville Coliseum                         |
| 9 maja                 | Chicago        | Stany Zjednoczone | Arie Crown Theater                            |
| 14 maja                | San Francisco  | Stany Zjednoczone | Bill Graham Civic Auditorium                  |
| 15 maja                | San Bernardino | Stany Zjednoczone | Swing Auditorium                              |
| 16 maja                | Long Beach     | Stany Zjednoczone | Civic Auditorium                              |
| 17 maja                | San Diego      | Stany Zjednoczone | Golden Hall                                   |
| 21 maja                | San Jose       | Stany Zjednoczone | San Jose Civic Auditorium                     |
| 22 maja                | Fresno         | Stany Zjednoczone | Ratcliffe Stadium                             |
| 23 maja                | Sacramento     | Stany Zjednoczone | Municipal Auditorium                          |
| 29 maja 3 koncerty     | Nowy Jork      | Stany Zjednoczone | Academy of Music                              |